# Kié la petite peste
Pour plus de détails, voir Fiche technique et Distribution.
Kié la petite peste (じゃリン子チエ, Jarinko Chie) est un long métrage d'animation japonais sorti au Japon en 1981 et en France en 2005,. Il a été réalisé par Isao Takahata, avec comme chefs d'animation Yōichi Kotabe et Yasuo Otsuka.
Ce film, adaptation du manga de Etsumi Haruki, raconte la vie d'une fillette, mélangeant des éléments réalistes et des passages comiques.

## Synopsis
Kié est une petite fille dont le père tient un petit restaurant dans l'arrondissement Nishinari-ku d'Osaka. Bagarreur et joueur, ce dernier néglige sa famille et son travail et sa femme le quitte, tout en continuant à rencontrer sa fille en cachette. Cette dernière, à huit ans seulement, s'occupe du restaurant tout en essayant de travailler en classe.
L'histoire se déroule aussi en partie dans le quartier Shinsekai d'Osaka.

## Fiche technique
- Titre original : じゃリン子チエ (Jarinko Chie)
- Titre français : Kié la petite peste
- Réalisation : Isao Takahata
- Œuvre originale : Etsuji Haruki
- Direction de l'animation : Yasuo Otsuka, Yôichi Kotabe
- Directeur artistique : Nizo Yamamoto
- Direction gouachage : Hiroko Kondo
- Son : Toshi Kato
- Musique : Katsu Hoshi
- Prise de vues : Hirokata Takahashi
- Production : Hidenori Taga, Tetsuo Katayama
- Sociétés de production : TMS, Kitty Music, Toho
- Durée : 105 minutes
- Dates de sortie :
  - Japon : 16 juillet 1981
  - France : 9 février 2005[1],[2](en VF) ou 5 décembre 2001[5]

## Distribution

### Voix originales
- Chinatsu Nakayama : Takemoto Chie
- Norio Nishikawa : Takemoto Tetsu
- Kiyoshi Nishikawa : Kotetsu
- Yasushi Yokoyama : Antonio Jr.
- Shinsuke Shimada : Masaru
- Ryusuke Matsumoto : Shigeru
- Utako Kyô : Obaa
- Keisuke Ootori : Ojii
- Gannosuke Ashiya : Shacho
- Kyoko Mitsubayashi : Yoshie
- Bunshi Katsura : Hanai sensei

### Voix françaises
(Studio Made in Europe)
- Béatrice Wegnez : Kié
- Michel Hinderyckx : Tetsu
- Marie-Line Landerwijn : Yoshie / Kotetsu
- Catherine Conet : Grand-Mère
- Emmanuel Liénart : Grand-Père
- Philippe Allard : Wataru Hanai
- Jean-Marc Delhausse : Kenkotsu Hanai
- Martin Spinhayer : patron de la salle de jeu
- Stéphane Flamand : Masaru
- Véronique Fyon : Takashi / Antonio Jr
- Franck Dacquin, Jean-Paul Clerbois, David Manet : voix additionnelles

## Production

### Œuvre originale
Jarinko Chie est à l'origine un manga écrit et illustré par Etsumi Haruki qui fut publié dans le magazine Manga Action aux éditions Futabasha entre 1978 et 1997. Publié en 67 volumes, il s'agit du 26e manga le plus long jamais créé. En 1981, le titre recevra un Shogakukan Manga Award.

### Réalisation
Au début des années 1980, Tokyo Movie Shinsha commande au studio Télécom une adaptation en long métrage de Jarinko Chie. Animateur au sein de Télécom, Yasuo Ôtsuka décide de faire appel à Yôichi Kotabe en tant que chargé du character design et de l'animation, et à Isao Takahata pour la réalisation. Il les avait déjà rencontrés tous deux lors de la production d’Horus, prince du Soleil dans les années 1970. Le manga étant une succession de gags comiques, une première version du scénario est rédigée avant d'être totalement remaniée par Takahata qui se concentre majoritairement sur le quotidien familial avec le retour de la mère de Kié au sein de sa famille. Takahata et Otsuka effectueront un voyage dans les milieux défavorisés d'Osaka et demanderont à des comédiens de la région de doubler les voix.
Le manga originel ne montrant ses personnages que de face ou de profil, les animateurs font en sorte de ne jamais montrer le personnage de 3/4.

## Diffusion

### Diffusion japonaise
Le film sort en avril 1981, après quatre mois de productions et rentre tout juste dans ses frais malgré un succès dans la région d'Osaka.
Après un projet de suite, deux séries télévisées de soixante-quatre épisodes verront le jour. Quelques-uns des premiers épisodes seront réalisés par Isao Takahata.

## Autour du film
La transcription du titre japonais en français se prononçant « Chié, la petite peste », le nom de l’héroïne a été remplacé par « Kié ».